# Brynolf & Ljung
Brynolf & Ljung är en svensk trolleriduo som startades 2005 av Peter Brynolf och Jonas Ljung.
2009 representerade de Sverige vid FISM (Trolleri-VM) i Peking där de tog en silvermedalj i Comedy Magic. Samma år var de också med i Talang där de gick till final. 2010 uppmärksammades de av brittisk TV som headhuntade dem till programmet Penn & Teller: Fool Us! (ITV1). I programmet lyckades de lura Penn & Teller med sitt "Världens svåraste korttrick" och vann priset att öppna för Penn & Teller på Rio All Suites Hotel i Las Vegas. 2012 medverkade de i Britain's Got Talent (ITV1) där de tog sig till semifinal.  Julen 2011 och hösten 2012 satte de upp sin show "En kväll med Brynolf & Ljung" i regi av Morgan Alling på Södra Teatern. 2012 syntes de även i Krogshowen "Oslagbart" på Hamburger Börs. 2013 var de med i Allsång på Skansen där de bland annat trollade fram Robin Stjernberg. Två veckor senare programledde de den avslutande galan under Stockholm Pride. 
2015 fick de sin första säsong av sitt eget tv-program ”Streetmagic” på TV4. Det gick därefter i tre säsonger 2016 och 2017. Det har sedan dess repriserats flitigt på TV4:s alla plattformar.
2016 gjorde de sin första landsomfattande turné ”Hokuspokus Motherf*ckers”, regisserad av Hans Marklund och i samarbete med Morgan Alling och Henrik Schyffert.
2018 Hade deras andra turné, ”Cirkeln” Premiär på Cirkus i Stockholm varifrån den sedan gick på sverigeturné och spelade i 70 föreställningar. Den regisserades av Hans Marklund.

Under pandemin spelade Brynolf & Ljung mindre offentliga föreställningar inom konceptet ”Trädgårdslive” för att hösten 2021 ha premiär på sin tredje stora föreställning ”Stalker” på Rival i Stockholm. ”Stalker spelade därefter i 85 föreställningar på turné i Sverige och med drygt 60 000 sålda biljetter.

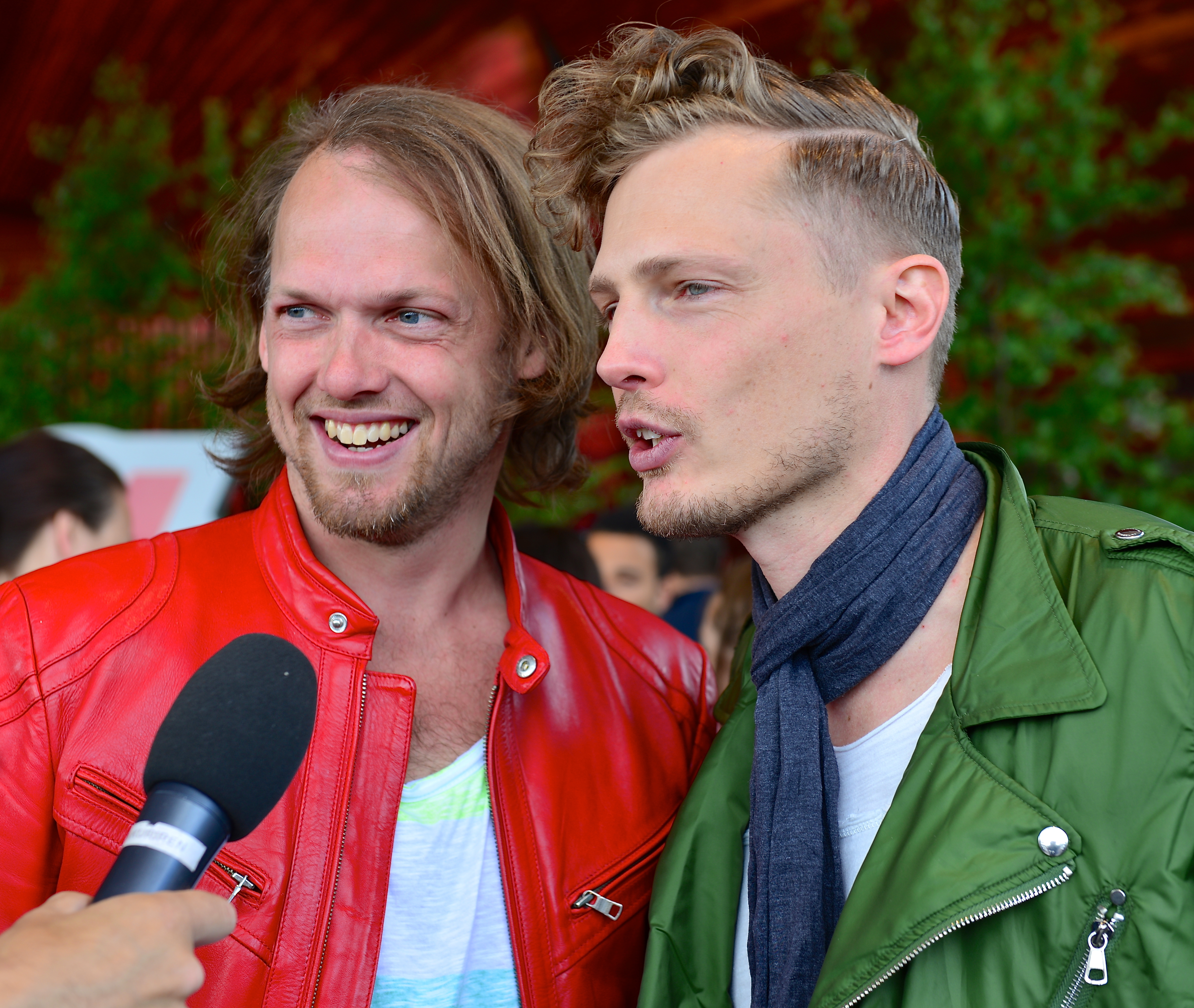
Brynolf & Ljung (Peter Brynolf och Jonas Ljung) inför Allsång på Skansen 2013.

## Nummer i TV
- Talang audition - Vattentank
- Talang semifinal -  Slow motion
- Talang Final - Strippen
- TV4 Nyhetsmorgon - VM-akten
- SVT1 Gomorron Sverige - Paintboll Bulletcatch
- Fool Us! - Världens svåraste korttrick
- BGT audition -Världens svåraste korttrick
- BGT Semi - Harry Potter akten
- Allsång på Skansen - Slow motion
- Allsång på Skansen - Artists dream Robin Stjernberg
- Brynolf & Ljung - Streetmagic TV4  säsong 1
- Brynolf & Ljung - Streetmagic TV4  säsong 2
- Brynolf & Ljung - Streetmagic TV4  säsong 3